# Irhóc-Lázi
Irhóc-Lázi (ukránul: Вільхівці-Лази) falu Ukrajnában, Kárpátalján, a Técsői járásban.

## Fekvése
Talaborfalutól keletre, Irhóctól északnyugatra fekvő település.
Irhóc-Lázi 275 méter tengerszint feletti magasságban fekvő 3215 fős település.

## Nevének eredete
A település nevének első tagja az 'Irholc' szó szláv víznévi eredetű, pataknévből keletkezett névátvitellel, a pataknév alapja a ruszin-ukrán вільха, вільшина~oльха ’égerfa, égerfaliget’. Az Irholc nevet 1901-ben Irhócra változtatták (Mező 1999: 157). A hivatalos ukrán Вільхівці újabb keletkezésű, a történelmi név alapján jött létre.
Nevének második Lázi tagja ruszin dűlőnévi eredetű, alapja a ruszin лазъ ’erdei kaszáló’ (Чопей 167) főnév, a Lázi a szó többes számú alakja.